# Макеро (Комо)
Макеро је насеље у Италији у округу Комо, региону Ломбардија.
Према процени из 2011. у насељу је живело 10 становника. Насеље се налази на надморској висини од 552 м.